# Lo Zoo di 105 Compilation Vol. 9
Lo Zoo di 105 Compilation Vol. 9 è la nona compilation dell'omonimo programma radiofonico, pubblicata il 24 giugno 2014.

## Tracce[1]

### CD 1 (mixato da Pippo Palmieri)
1. Sigla DJ Matrix vs Lo Zoo di 105 - Danzo Dentro Al Buio – 1:33 (DJ Matrix)
2. Wasted – 2:44 (Tiësto feat. Matthew Koma)
3. Ahead Of Us – 3:51 (Tom Swoon, Lush & Simon)
4. Hey Mister – 3:45 (Tujamo)
5. Feel The Pressure (Let You Down) (Axwell & NEW_ID Remix) – 4:00 (Mutiny UK & Steve Mac feat. Nate James)
6. Light Up My Life (E-Partment Extended Mix) – 4:42 (Mazzoli feat. Flo Rida & Shawn Lewis)
7. One Night (Cristian Marchi Perfect Mix) – 4:00 (Cristian Marchi)
8. Work (Dr. Space & Gianluca Motta Mix) – 4:35 (NRD1 vs. Gianluca Motta & Dr. Space feat. Sam Stray Wood)
9. Rather Be feat. Jess Glynne (The Magician Remix) – 3:13 (Clean Bandit)
10. Fade To Love – 4:43 (Polina)
11. Ven Conmigo – 4:29 (Leo Diaz)
12. Ten Feet Tall – 4:18 (Afrojack feat. Wrabel)
13. Mystica (Werewolf) – 3:37 (Blasterjaxx)
14. Rain In Your Eyes – 3:13 (Lukeat feat. Maraaya)
15. Godspeed You – 5:10 (Francesco Rossi feat. Ozark Henry)
16. Life Goes On – 4:40 (Tommy Vee feat. Danny Losito & Kareem Shabazz)
17. Shine (Richard Grey Club Radio Mix) – 3:45 (Children Of Freedom feat. Sheylley June)

Bonus track
1. Vieni Con Noi – 3:54 (Richard Calabria (Alan Caligiuri) feat. RCK)

### CD 2 (mixato da DJ Spyne)
1. Sigla DJ Matrix vs. Lo Zoo di 105 - Danzo Dentro Al Buio – 1:37 (DJ Matrix)
2. Anywhere For You – 3:45 (John Martin)
3. Waves (Robin Schulz Radio Edit) – 3:02 (Mr. Probz)
4. Collide feat. Collin McLoughlin – 4:00 (Laidback Luke & Project 46)
5. Out Of Bounds – 3:36 (Spyne & Palmieri feat. Kenny Ray)
6. Revolution – 3:52 (R3hab, Nervo & Ummet Ozcan)
7. Hideaway – 4:26 (Kiesza)
8. Kiss You – 3:27 (Sasha Lopez & Ale Blake feat. Broono)
9. Addicted To You – 2:41 (Avicii)
10. Ready For It (Bob Sinclar Remix) – 4:03 (Orange Groove)
11. My Rise My Fall (Daddy's Groove Remix) – 4:13 (Mindshake feat. Iossa)
12. Busy Doin' Nothin' – 3:21 (Ace Wilder)
13. Changes – 3:12 (Faul & Wad Ad vs. Pnau)
14. Euphoria – 2:27 (Manuel Masko)
15. Take Me Home feat. Bebe Rexha – 3:55 (Cash Cash)
16. Follow The Sun (Western Disco Remix) – 4:55 (Time Square feat. Xavier Rudd)
17. Goodbye (Shane Halcon Mix) – 4:26 (Glenn Morrison feat. Islove)

Bonus track
1. #tipuoisentiregrande – 3:59 (Sopreman feat. Danti)
2. Y Me Faltarás (Remix) – 3:33 (Karma Connection)

### CD 3 (DJ Matrix - Musica Da Giostra)
1. Intro by Zlatan – 2:31 (Zlatan (Alan Caligiuri))
2. Iniziamo Piano – 3:51 (DJ Matrix vs. Matt Joe)
3. Calci In Culo – 2:51 (DJ Matrix vs. Matt Joe feat. Vise)
4. Musica Da Giostra – 3:23 (DJ Matrix)
5. Altro Giro Altra Corsa (DJ Matrix Original Mix) – 4:48 (Matt Joe vs. Spyne & Palmieri feat. Preezy)
6. Roulotte – 3:40 (DJ Matrix)
7. Beverly Hills – 4:13 (DJ Matrix & Hot Funk Boys feat. Melilla)
8. Live My Life (Hot Funk Boys Rmx) – 4:50 (DJ Matrix vs. Mister V feat. Kenny Ray)
9. Stalker – 3:54 (DJ Matrix vs. DJ Tilo)
10. Fenomena (La Ragazza Del DJ) (Jack Mazzoni & Geo Da Silva Rmx) – 4:37 (DJ Matrix feat. Luca Menti & Spankers)
11. Yeah Baby – 3:48 (DJ Matrix)
12. The Horror – 2:40 (DJ Matrix vs. Matt Joe)
13. Ahi L'Amore Mamma Mia (Matt Joe vs. DJ Matrix Rmx) – 2:53 (Richard Calabria (Alan Caligiuri))
14. Ultimo Giro – 3:13 (DJ Matrix)
15. Danzo Dentro Al Buio – 1:59 (DJ Matrix feat. Lo Zoo di 105)